# Massacre de Aztra
O Massacre de Aztra foi um massacre de trabalhadores perpetrado pela Polícia Nacional do Equador em 18 de outubro de 1977 na usina açucareira Aztra, localizada no cantão La Troncal, província de Cañar. O massacre deixou um saldo de mais de cem trabalhadores assassinados, a maioria indígenas, e ocorreu após os trabalhadores das usinas iniciarem uma greve para exigir melhores salários.
Os responsáveis pelo massacre nunca foram julgados e os fatos permaneceram impunes.
O massacre foi o principal motivador para a criação da Comissão Ecumênica de Direitos Humanos. Os acontecimentos que o cercaram também foram levados ao teatro em 2016 na peça Tazas rosas de té, escrita pela dramaturga equatoriana Gabriela Ponce como forma de resgate a memória das vítimas do massacre.

## Antecedentes
Nos anos anteriores ao massacre, a ditadura do Conselho Supremo de Governo iniciou uma série de reformas contra os sindicatos e contra diversas reivindicações operárias. Entre elas, foi aprovada uma lei de segurança nacional que declarava ilegais as greves e as equiparava a movimentos subversivos, a Frente Unitária dos Trabalhadores (FUT) foi declarada ilegal e os dirigentes da União Nacional de Educadores e da Federação de Estudantes Secundários do Equador foram presos.
Em 1976, os trabalhadores do engenho Aztra, uma hacienda açucareira que detinha 90% de propriedade estatal, conseguiram incluir em seu contrato coletivo uma cláusula indicando que receberiam 20% de qualquer alta no preço do açúcar. Depois que a ditadura militar anunciou o aumento do quintal de açúcar de 220 para 300 sucres, foi publicado um decreto em setembro de 1977 que eliminava unilateralmente a cláusula que dava uma parcela dos lucros do aumento aos trabalhadores.
Durante as primeiras horas do dia 18 de outubro de 1977, cerca de 2.000 trabalhadores entraram em greve e ocuparam as instalações do engenho como forma de exigir o pagamento do proporcional correspondente ao aumento do preço do açúcar. Ao longo do dia juntaram-se as esposas e os filhos dos trabalhadores, que vinham ao engenho levar comida aos grevistas.

## O massacre
Na tarde de 18 de outubro de 1977, os oficiais Eduardo Díaz e Lenin Cruz chegaram ao engenho Aztra sob o comando de um contingente de cem policiais da cidade de Babahoyo. Uma vez no local, anunciaram através de um alto-falante que davam um ultimato de dois minutos para que os trabalhadores e seus familiares deixassem as instalações do engenho, os mesmos estavam jantando naquele momento. Quando os trabalhadores recusaram e mostraram seus facões em sinal de resistência, os policiais abriram fogo contra os presentes, o que produziu uma debandada de pessoas que tentavam fugir em meio às detonações de bombas de gás lacrimogêneo lançadas pela polícia.
Os moradores de La Troncal chegaram ao local após receberem a notícia do massacre, mas a polícia também disparou contra eles.
O massacre durou cerca de três horas e, uma vez concluído, o major Eduardo Díaz enviou um comunicado ao seu superior afirmando: "A ordem foi totalmente cumprida". Nos dias que se seguiram, a ditadura do Conselho Supremo do Governo do Equador tentou culpar os próprios líderes grevistas pelo massacre e acusá-los de fazer parte de um complô terrorista internacional. Muitos dos corpos dos trabalhadores assassinados e seus familiares, incluindo mulheres e crianças, nunca foram encontrados. Segundo os moradores de La Troncal, alguns dos cadáveres desaparecidos foram jogados nas caldeiras do engenho.
O acontecimento gerou protestos em todo o país. Os mesmos foram reprimidos pela ditadura militar, que prendeu manifestantes e invadiu as instalações da Universidade de Guayaquil.

## Nota
- Este artigo foi inicialmente traduzido, total ou parcialmente, do artigo da Wikipédia em castelhano cujo título é «Masacre de Aztra».